# Herbert Richers
Herbert Richers (Araraquara, 11 maart 1923 – 20 november 2009) was een Braziliaans filmproducent en stemacteur.
Richers was een pionier in Brazilië op het vlak van dubben en was verantwoordelijk voor de voice-over van verschillende blockbusters uit Hollywood in het Portugees. Het betrof voornamelijk actiefilms, zoals de Rambo-, Rocky- en Lethal Weapon-films, alsook van populaire Amerikaanse televisieseries als Charlie's Angels, Buffy the Vampire Slayer, CSI: Miami, The Fresh Prince of Bel-Air en Friends en van tekenfilms als Popeye en Scooby-Doo. Hij was ook de producent van meer dan 55 Braziliaanse films tussen 1956 (Com Ague na Boca) en 1975 en was verder betrokken bij de productie van verschillende Braziliaanse telenovela's en nam ook deel aan de nasynchronisatie van Televisa's Mexicaanse soap opera's zoals Rosa salvaje.
- Gemeinsame Normdatei: 13343060X
- International Standard Name Identifier: 0000 0000 7877 8841
- Library of Congress Control Number: nr2004019271
- Virtual International Authority File: 57802321
- WorldCat: E39PBJdcwYh48vMBqPMGvTqqQq